# Humite
Ne doit pas être confondu avec Groupe de la humite.
La humite est un minéral de la famille des nésosubsilicates, chef de file du groupe de la humite, trouvé dans les masses volcaniques éjectées par le Vésuve. Il a été décrit pour la première fois par Jacques Louis de Bournon en 1813 et nommé d'après Sir Abraham Hume (1749–1838), collectionneur anglais.
Localité-type : Monte Somma, Vésuve, Naples, Campanie, Italie.